# Григорово (сельское поселение Никоновское)
Григо́рово — деревня в Раменском муниципальном округе Московской области. Входит в состав сельского поселения Никоновское. Население — 16 чел. (2010).

## Название
Название связано с Григор, сокращённой формой личного календарного имени Григорий.

## География
Деревня Григорово расположена в южной части Раменского муниципального округа, примерно в 23 км к югу от города Раменское. Высота над уровнем моря 138 м. Через деревню протекает река Отра. К деревне приписано СНТ «Труд и отдых». Ближайший населённый пункт — село Заворово.

## История
В 1926 году деревня являлась центром Григоровского сельсовета Салтыковской волости Бронницкого уезда Московской губернии.
С 1929 года — населённый пункт в составе Бронницкого района Коломенского округа Московской области. 3 июня 1959 года Бронницкий район был упразднён, деревня передана в Люберецкий район. С 1960 года в составе Раменского района.
До муниципальной реформы 2006 года деревня входила в состав Никоновского сельского округа Раменского района.

## Население
| 1926 | 2002 | 2010 |
| ---- | ---- | ---- |
| 172  | ↘0   | ↗16  |

В 1926 году в деревне проживало 172 человека (71 мужчина, 101 женщина), насчитывалось 36 хозяйств, из которых 35 было крестьянских. По переписи 2002 года постоянное население в деревне отсутствовало.